# Nelson Moreno
Nelson Moreno – piłkarz urugwajski, napastnik.
Jako piłkarz klubu CA Peñarol wziął udział w turnieju Copa América 1949, gdzie Urugwaj zajął szóste miejsce. Moreno zagrał we wszystkich siedmiu meczach - z Ekwadorem (zdobył bramkę, potem zmienił go Dagoberto Moll), Boliwią (zmienił go Dagoberto Moll), Paragwajem, Kolumbią (zmienił go Dagoberto Moll), Brazylią, Peru (zmienił go Dagoberto Moll) i Chile (wszedł za Dagoberto Molla).
W reprezentacji Urugwaju Moreno grał tylko w 1949 roku podczas turnieju Copa América - rozegrał w niej łącznie 7 meczów i zdobył 1 bramkę.